# شهسواران میز گرد
شوالیه‌های میز گرد به بخشی از افسانه شاه آرتور اشاره دارد که در آن بهترین شوالیه‌های قلمرو شاه آرتور دور میزی در کملات، به نام میز گرد، جمع می‌شدند. گرد بودن آن میز نمادی بود از برابر بودن رتبه همه حاضران جمع.